# José Marques Campão
José Marques Campão (São Paulo, 1892  – São Paulo, 1949) foi um renomado pintor brasileiro que se dedicou a retratar paisagens e figuras humanas. Chegou a ser considerado um dos principais pintores de São Paulo, no século XX. Ainda muito jovem, começou a estudar pintura em sua cidade natal com Oscar Pereira da Silva e, logo depois, mudou-se para Paris, na França, para aprimorar e aprender novas técnicas.
Campão ganhou bastante reconhecimento por organizar e participar, logo no início de sua carreira artística, de exposições e mostras – tanto coletivas quanto individuais - de âmbito nacional e internacional. Seu estilo na pintura ficou marcado por transitar por marcas do movimento impressionista e realista e, em suas obras, explorar uma mesma paleta de cor (tons claros) e temas sem prender-se a pequenos detalhes. 
Diante de materiais da época ou que retratam a mesma, pouco se sabe a respeito de determinadas questões ligadas à família (seu parentesco, nome de sua esposa e afins) e particularidades do pintor, uma vez que, não ficaram muito explícitas no decorrer da História. Até mesmo sobre como ocorreu sua morte é difícil ter conhecimento. Sabe-se apenas que ocorreu no ano de 1949, aos seus 57 anos, na cidade de São Paulo. 

## Biografia
Com apenas 13 anos de idade, começou a estudar pintura com Oscar Pereira da Silva (1867 – 1939) – que, além de professor, também foi um renomado pintor, desenhista e decorador brasileiro durante a passagem do século XIX para o século XX - em São Paulo. Em 1910, com 18 anos, foi para Paris, na França, se inscreveu na Academia Julian e estudou com Jean Paul Laurens (1838 – 1921) e Paul Albert Laurens (1870 e 1934). Em 1912, ainda na França, entrou para a Escola de Belas Artes de Paris e lá permaneceu somente por dois anos, até 1915, já que foi obrigado a voltar para o Brasil, por conta da Primeira Guerra Mundial.
Suas obras produzidas na época em que estava na Europa, as quais lhes renderam diversos prêmios no Salão de Artistas Franceses, conquistaram bastante visibilidade quando o artista retornou para a capital paulista. Entretanto, Campão sempre desejou voltar para Paris e, em 1925, retornou participando inúmeras vezes de amostras e, novamente, de edições do Salão. Fixou-se na França por mais seis anos e, nesse meio tempo, casou-se com uma francesa – o que, coincidentemente, era comum ocorrer com artistas brasileiros da época, como ocorreu com seu próprio professor, Oscar Pereira da Silva. Após sua estadia na França, em 1930, retornou para São Paulo e deu continuidade em sua carreira artística. Além de conhecer o interior de seu estado e as praias paulistas, Campão passou também a viajar por outros estados brasileiros como, Minas Gerais, Rio de Janeiro, Goiás e Paraná. No decorrer dessas suas viagens, o pintor tinha grande apreço por retratar regiões litorâneas em suas obras.
José Marques Campão ficou bastante conhecido por organizar diversas exposições e, algumas vezes, até mesmo duas no mesmo ano. Tais eventos também contribuíram para tamanha repercussão de suas obras – as quais estão inseridas no movimento impressionista brasileiro, que vigorou no século XX, são marcadas por não se atentarem tanto a minuciosidades, possuírem pinceladas rápidas e, normalmente, seguirem uma mesma paleta de cor (tons claros) e temas (paisagens e figuras humanas).
Sabendo-se que Campão teve seus primeiros anos de formação com Oscar Pereira da Silva e ao analisar suas obras, pode-se deduzir que o aluno, de certa forma, adotou determinados traços e formas de seu professor. Percebe-se que há bastante relação e semelhança nos temas retratados pelos dois artistas, entretanto, Campão não só incorporou as técnicas que lhe foram passadas, mas também inseriu elementos próprios que contribuíram com a formação de uma identidade em suas próprias obras.
Seus trabalhos também tiveram grande participação e importância na expansão e apresentação das paisagens brasileiras para outros países como, por exemplo, em Montevidéu, capital do Uruguai.

## Obra
As obras de José Marques Campão são retratos fidedignos das paisagens litorâneas e interioranas das cidades brasileiras do século XX. Com destreza e estilo próprio, o artista buscava trazer os elementos da natureza e as construções antigas em um mesmo quadro. De forma harmônica e em uma mesma pintura, utilizava traços e cores leves. Seu trabalho alcançou prestígio de críticos e outros artistas nacionais e internacionais, fato que o colocou na posição de um dos maiores pintores de paisagem do Brasil.
Em seus trabalhos, também é possível observar que o artista realizou uma mescla entre temáticas brasileiras (paisagens de lugares localizados no Brasil) e a técnica europeia (boa parte aprendida na França), tanto na forma utilizada como no colorido.

#### Estilo e técnica
José Marques Campão tinha um estilo marcadamente impressionista com traços de realismo, gêneros que incorporou ao seu trabalho por conta de seus estudos e experiências na Europa. Pintava construções, objetos, pessoas e elementos da natureza em suas formas naturais, sem aumentos ou diminuições exageradas, com luminosidade e cores claras, que lembravam muito as imagens reais. Os traços da pintura, porém, eram o que davam o caráter impressionista, já que suas pinceladas eram rápidas, largas e ralas, dando a ideia de movimento contínuo, principalmente no céu com nuvens, ventos, nas chuvas, rios, poças d'água e nas árvores.
O artista não buscava retratar muitos contrastes entre cor e luz, dando aos cenários um caráter mais homogêneo e límpido, o que faz com que o observador da obra capture o cenário total, sem fixar-se muito em um só lado ou ângulo da imagem. Suas pinturas da natureza eram espontâneas, sem muitos estudos, pesquisas anteriores e sem muitos detalhes. Porém, quando retratava animais ou seres humanos, procurava dar um acabamento mais delineado e apurado, capturando melhor o movimento e as sombras.
Seus quadros são essencialmente amplos e distantes, que captam boa parte da atmosfera e dão um panorama aberto ao observador. Campão gostava de pintar cenas de clima ameno e levemente ensolarado, como no amanhecer, entardecer ou dias com neblina, em que as cores, mesmo as dos raios de sol ou nuvens, por exemplo, são mais pasteurizadas. É perceptível a mistura de cores para se chegar a esses tons mais brandos. Campão misturava as cores na paleta para depois colocá-las sobre a tela, o que as mantinham de forma homogênea, em relação aos objetos e elementos que colocava em um mesmo quadro.
A maior parte dos quadros de Campão foram feitos em óleo sobre tela, mas ele também dedicou, principalmente nos últimos anos de vida, à pintura com aquarela, o que também agradava o público da época. “Trabalhava com muita facilidade e liberdade com essa técnica, fixando especialmente casarios, igrejas, ruelas barrocas, sempre com colorido muito suave.”
“Ao estudar sua obra desta época e da anterior, chegamos à conclusão de que ele tem uma técnica apurada, um sentido de cor equilibrado, sereno, em que não há grandes paixões; as cores têm tonalidades quietas, mas estão na medida justa. Nele não encontramos tormento de ordem plástica, como também notou Quirino Capofiorito (Diário da Noite, 2.ago.48). Gosta de horizontes, perspectivas largas, céus movimentados, do pôr do sol, das paisagens de tons cinza, cheias de neblina e ás vezes de motivos ensolarados. O que ele gosta mesmo é de interpretar a natureza, nas variações da luz valorizada frequentemente com figuras típicas ou animais que emprestam movimento e ação.”
As técnicas e os conhecimentos que adquiriu em sua passagem pela França ficaram também marcados em seu estilo. As cores, formas e paisagens, inclusive, muitas vezes remetem às pinturas de Claude Monet ou Auguste Renoir, grandes nomes do impressionismo francês. As paisagens certamente foram o principal tema para as pinturas de Campão, mas ele também dedicou seu trabalho à figuras de homens e mulheres da época, com roupas e acessórios da moda como em “Piquenique, 1944, óleo sobre tela.” e chegando a representar também o nu, como na obra “Nu feminino, estudo na academia JP Laurens, sem data, carvão”.

#### Obras de destaque
Entre as obras que se destacam de José Luís Campão, é possível citar a Paisagem Europeia; óleo sobre tela, 1920; Casa do Senador Freitas Valle, Villa Kyrial, óleo sobre tela, 1927; Mercado de Flores no Teatro Municipal, óleo sobre tela, 1936; Igreja de Ouro Preto, óleo sobre tela, 1937; Leitura; óleo sobre tela, sem data; Paisagem com Rio, óleo sobre placa, 1946; Paisagem com boiada; óleo sobre Eucatex, sem data; Paisagem Rural; óleo sobre madeira, sem data, Rio Jaguari, óleo sobre tela, sem data.
Uma bela e expressiva coleção de obras de José Marques Campão encontra-se em Águas de Lindóia (SP). Trata-se de um conjunto de quadros encomendados pelo governo do Estado de S. Paulo, nos anos 1940, tendo como cenário as antigas Termas. Um dos quadros celebra o rio do Peixe, na vizinha cidade de Lindóia. Alguns desses quadros estão no escritório da administração do balneário. A maior parte encontra-se exposta no salão principal do Grande Hotel Glória, ao lado do balneário.

## Análise e legado
As obras de José Marques Campão tiveram grande relevância para a arte impressionista na primeira metade do século XX. Optando por cores claras e vivas e bastante luminosidade, José Marques Campão agradou a maior parte de artistas e colecionadores de sua época e de épocas posteriores.
Ficou bastante conhecido não só por participar de inúmeras exposições e mostras de arte, mas também por organizá-las. Em tais eventos, Campão atingiu grande êxito nas vendas de suas obras e também uma quantidade grande de visitantes. Suas mostras chegaram a ser consideradas ponto de encontro dos artistas e colecionadores. No ano de 1944, Campão também passou a integrar a Comissão de Orientação Artística, em São Paulo.
Mesmo diante de uma grande repercussão da arte moderna, os trabalhos de Campão não perderam seus valores e continuaram sendo admirados, justamente pelo fato do artista não abandonar as origens e particularidades de suas técnicas adquiridas ao longo dos anos. Tal fato, fez com que o mesmo se tornasse um dos mais conhecidos pintores paisagistas do Brasil.
Percebe-se o tamanho talento e capacidade técnica que Campão teve, ao incorporar métodos de pintura de seu professor Oscar Pereira, uma vez que, é perceptível sua influência mas, ao mesmo tempo, o aluno não deixou de inserir características próprias e que contribuíram para a formação de uma identidade em suas obras. Há semelhanças nos trabalhos dos dois pintores, entretanto, cada um possui suas particularidades. Ambos realizaram diversos trabalhos paisagistas, porém enquanto um explorou tons mais escuros o outro optou por tons mais claros e suaves. Do mesmo modo ocorre na medida em que as obras de Oscar possuem traços mais bem demarcados e Campão escolheu por traços mais dinâmicos que, muitas vezes, dão um tom de movimento à obra.

## Principais exposições
Campão realizou diversas exposições individuais e coletivas. Houve várias exposições póstumas de seu trabalho.

##### Exposições individuais
- s.d. - Paris (França) - Individual
- s.d. - Bruxelas (Bélgica) - Individual
- s.d. - Lyon (França) - Individual
- s.d. - Cidade do Cabo (África do Sul) - Individual
- s.d. - Montevidéu (Uruguai) - Individual
- s.d. - Buenos Aires (Argentina) - Individual
- 1919 - Rio de Janeiro RJ - Individual
- 1932 - Rio de Janeiro RJ - Individual
- 1933 - São Paulo SP - Individual
- 1941 - São Paulo SP - Individual

###### Exposições coletivas
- 1907 - Rio de Janeiro RJ - 14ª Exposição Geral de Belas Artes, na Enba - menção honrosa
- 1908 - Rio de Janeiro RJ - 15ª Exposição Geral de Belas Artes, na Enba
- 1909 - Rio de Janeiro RJ - 16ª Exposição Geral de Belas Artes, na Enba
- 1910 - Rio de Janeiro RJ - 17ª Exposição Geral de Belas Artes, na Enba
- 1916 - Rio de Janeiro RJ - 23ª Exposição Geral de Belas Artes, na Enba - medalha de prata
- 1919 - Rio de Janeiro RJ - 26ª Exposição Geral de Belas Artes, na Enba
- 1922 - Rio de Janeiro RJ - 29ª Exposição Geral de Belas Artes, na Enba
- 1926 - Paris (França) - Salão dos Artistas Franceses
- 1927 - Paris (França) - Salão dos Artistas Franceses
- 1928 - Bruxelas (Bélgica) - Expõe ao lado de Jean-Gabriel Domergue
- 1928 - Paris (França) - Salão dos Artistas Franceses
- 1929 - Paris (França) - Salão dos Artistas Franceses
- 1930 - Paris (França) - Salão dos Artistas Franceses
- 1931 - Paris (França) - Salão dos Artistas Franceses - menção honrosa
- 1932 - Paris (França) - Salão dos Artistas Franceses
- 1934 - São Paulo SP - 1º Salão Paulista de Belas Artes, na Rua 11 de Agosto
- 1937 - São Paulo SP - 5º Salão Paulista de Belas Artes
- 1937 - São Paulo SP - Grupo Almeida Júnior, no Palácio das Arcadas
- 1940 - São Paulo SP - 7º Salão Paulista de Belas Artes, no Salão de Arte Almeida Júnior da Prefeitura Municipal de São Paulo
- 1940 - São Paulo SP - Exposição Retrospectiva: obras dos grandes mestres da pintura e seus discípulos
- 1944 - Rio de Janeiro RJ - 50º Salão Nacional de Belas Artes, no MNBA
- 1945 - São Paulo SP - 11º Salão Paulista de Belas Artes, na Galeria Prestes Maia

###### Exposições Póstumas
- 1951 - São Paulo SP - 16º Salão Paulista de Belas Artes, na Galeria Prestes Maia - grande medalha de ouro
- 1980 - São Paulo SP - A Paisagem Brasileira, no Paço das Artes
- 1982 - São Paulo SP - Marinhas e Ribeirinhas, no Museu Lasar Segall
- 1985 - São Paulo SP - 100 Obras Itaú, no Masp
- 1986 - São Paulo SP - Dezenovevinte: uma virada no século, na Pinacoteca do Estado
- 1996 - Osasco SP - 4ª Mostra de Arte, na Centro Universitário Fieo
- 1998 - Rio de Janeiro RJ - Marinhas em Grandes Coleções Paulistas, no Museu Naval e Oceanográfico. Serviço de Documentação da Marinha
- 1998 - São Paulo SP - Iconografia Paulistana em Coleções Particulares, no Museu da Casa Brasileira
- 1998 - São Paulo SP - Marinhas em Grandes Coleções Paulistas, na Sociarte
- 2003 - São Paulo SP - Pintores do Litoral Paulista, na Sociarte
- 2004 - São Paulo SP - O Preço da Sedução: do espartilho ao silicone, no Itaú Cultural.